# Stuttgart

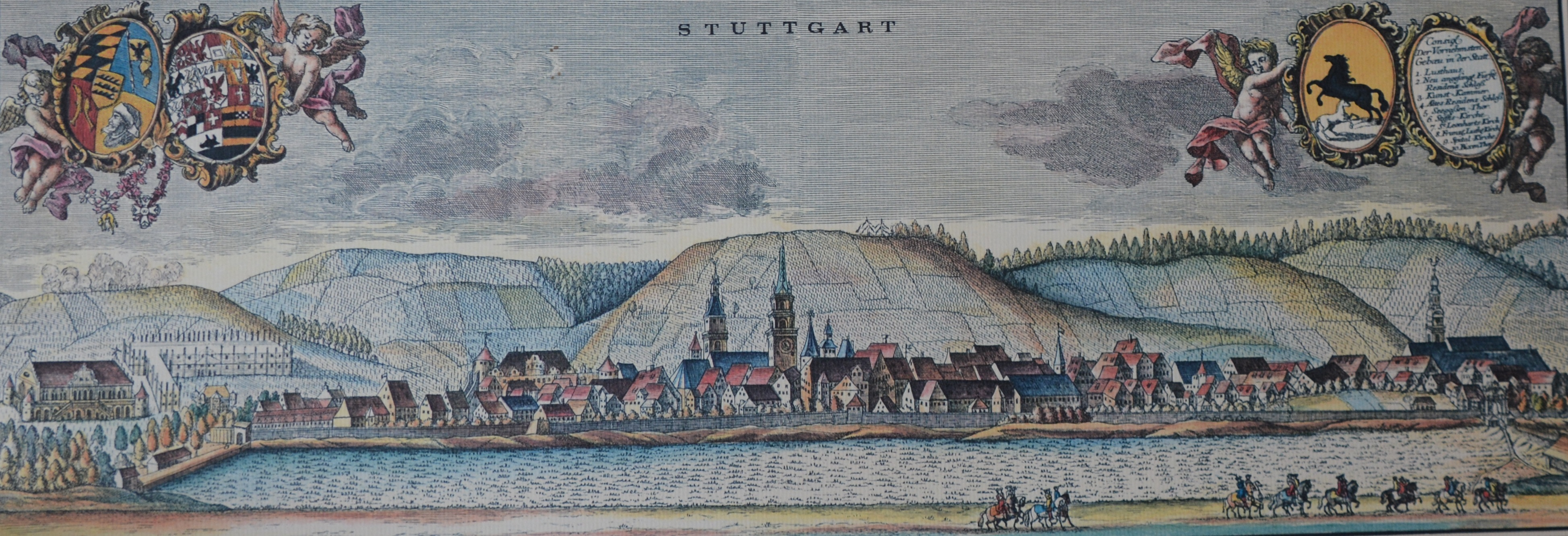
Stuttgart 1675.

Stuttgart är huvudstad i det tyska förbundslandet Baden-Württemberg i sydvästra Tyskland. Staden ligger mellan Schwarzwald och de Svabiska alperna i den så kallade Stuttgartkitteln, som består av dalgångarna hos ett antal bäckar och åar som mynnar i floden Neckar. Staden har cirka 600 000 invånare, och är huvudorten för ett storstadsområde med över 3 miljoner invånare.

## Historia
Staden har sitt ursprung i stuteriet Stuotengarten som etablerades kring år 950 (jämför med vapenskölden och namnet på staden). Vinproduktion inleddes och på 1200-talet fick Stuttgart stadsrättigheter. 1482 blev Stuttgart huvudstad i, först hertigdömet och senare kungariket, Württemberg och växte i rikedom efterhand som Württemberg expanderade. Staden var rik under 1500-talet men drabbades av en nedgång under trettioåriga kriget och den franska invasionen 1681-84, som den inte skulle återhämta sig från förrän efter Napoleonkrigen då industrialiseringen ledde till en snabb uppgång.
Under andra världskriget drabbades staden hårt av de allierades bombningar, vilket har gett stadens arkitektur en modern prägel. Efter andra världskriget låg Stuttgart i den amerikanska zonen. 1946 blev Stuttgart huvudstad i Württemberg-Baden och 1952 i den nyskapade delstaten Baden-Württemberg. 1958 öppnades Stuttgarts hamn. 1978 började S-Bahn, Stuttgarts pendeltåg, sin trafik på tre sträckor.

## Politik
Sedan 1930 leds Stuttgart av en Oberbürgermeister. Staden har efter andra världskriget haft blott fyra borgmästare. I Stuttgart återfinns även Baden-Württembergs lantdag.

### Borgmästare
- Frank Nopper (2021–)
- Fritz Kuhn (2013–2021)
- Wolfgang Schuster (1997–2013)
- Manfred Rommel (1974–1997)
- Arnulf Klett (1945–1974)

## Näringsliv
Stuttgartregionen har den allra största koncentrationen av vetenskapliga, akademiska och forskningsinriktade arbetsplatser i hela Tyskland. Här satsas det proportionellt sett mest på forskning och utveckling, motsvarande omkring 40 miljarder kronor om året. I staden finns förutom två universitet, åtta fackhögskolor, två Max-Planck-institut och ett antal andra forskningsinstitut. Följden av detta är att ingen annanstans i Tyskland presenteras så många patentansökningar som i Stuttgart.
Stuttgart betraktas genom Daimler AG (Mercedes-Benz) och Porsche samt ett flera stora underleverantörer som en av världens fyra bilhuvudstäder. De tre övriga är Toyota i Japan, Detroit i USA och Turin i Italien. I Stuttgart återfinns underleverantörer som Mahle och Bosch. Stuttgart är känt runt om i världen för sina företag inom den högteknologiska sektorn. I staden finns bland annat Robert Bosch GmbH, Hewlett-Packard och IBM.
I staden finns ett av Tysklands privatägda bryggerier i Dinkelacker-Schwaben Bräu.

## Storstadsområde
Stuttgart är huvudorten för ett av Tysklands största storstadsområden, med över 3 miljoner invånare. Många pendlar in till arbetsplatser och utbildningar i områdets centrala delar, och det närmaste pendlingsområdet omfattar Stuttgart samt ytterligare 208 omgivande städer och kommuner.
| Områdestyp                            | Areal (km²) | Invånarantal 31 december 2009 | Densitet (inv/km²) |
| ------------------------------------- | ----------- | ----------------------------- | ------------------ |
| Kärnstäder (Stuttgart och Reutlingen) | 294,41      | 713 778                       | 2 424,44           |
| Kärnstädernas närområde               | 1 497,28    | 1 446 229                     | 965,90             |
| Närliggande pendlingsområde           | 2 574,20    | 928 050                       | 360,52             |
| Totalt                                | 4 365,89    | 3 088 057                     | 707,31             |

Som kärnstäder räknas städer med över 100 000 invånare, vilket är Stuttgart och den något sydligare Reutlingen. Andra stora städer som ingår i området är bland annat Esslingen am Neckar, Göppingen, Ludwigsburg, Schwäbisch Gmünd, Sindelfingen, Tübingen och Waiblingen.
Ser man även till mer avlägset belägna orter med svagare pendlingsanknytning så omfattar Stuttgarts fulla pendlingsregion 6 086,92 km², med en folkmängd på 3 446 124 invånare i slutet av 2009.
Metropolregion Stuttgart är en samarbetsregion som består av Stuttgarts storstadsområde med omgivning. Området täcker en yta på cirka 15 400 km² och har en folkmängd på cirka 5,3 miljoner invånare.

## Kultur och sevärdheter

### Museer
- Mercedes-Benz Museum i Bad Cannstatt
- Porsche-Museum i Zuffenhausen
- Theodor-Heuss-Haus

### Musik
I Stuttgart finns ett antal välkända orkestrar och körer, tre symfoniorkestrar och en kammarorkester, Südwestrundfunks storband och fyra kammarkörer.

### Sevärdheter
- Fernsehturm Stuttgart
- Wilhelma

## Utbildning
- Stuttgarts universitet
- Universität Hohenheim
- Hochschule der Medien

## Media
Südwestrundfunk har sitt huvudkontor i Stuttgart.
De största tidningarna är Stuttgarter Zeitung och Stuttgarter Nachrichten.

## Sport
I Stuttgart finns ett stort utbud av arenor för sportevenemang. NeckarPark är stadens mest betydelsefulla sportcentrum. Här finns bland annat MHPArena och hallarna Hanns-Martin-Schleyer-Halle, Porsche Arena och Carl Benz Arena. 
Stuttgart har sedan långt tillbaka varit arrangör av stora idrottsevenemang. VM i fotboll 1974 och 2006, Friidrotts-EM 1986 och VM i friidrott 1993 är de största evenemangen. 
Från Stuttgart kommer VfB Stuttgart och Stuttgarter Kickers.
Tennisturneringen Porsche Tennis Grand Prix äger rum i Porsche Arena.

## Transport
Den 367 kilometer långa floden Neckar flyter genom staden, och i Stuttgart finns en viktig hamn i Hedelfingen.

### Lokaltrafik
Stuttgart har ett light railsystem kallat Stuttgart Stadtbahn. I stadscentret och nyligen uppbyggda områden ligger banan under marken. Stationerna är märkta med en "U"-symbol, vilket står för Untergrund (under marken). Fram till 2007 fanns i staden även spårvagnar. Även ett stort bussnätverk finns i staden. Stadtbahn- och busslinjerna sköts av Stuttgarter Straßenbahnen AG (SSB).
Stadens förorter och närliggande städer trafikeras av ett pendeltågssystem kallat Stuttgart S-Bahn, som använder sig av järnväg från det nationella Deutsche Bahn.
Stuttgart är den enda staden i Tyskland som har en kuggstångsbana, Zahnradbahn, som drivs av elektricitet och kör mellan Marienplatz i södra innerstaden och ut till distriktet Degerloch. Även en bergbana finns, Standseilbahn, i området Heslach samt skogskyrkogården Waldfriedhof.

### Järnväg
Stuttgart är ett nav för Deutsche Bahns InterCityExpress och Intercity-nät. Härifrån finns tåg till de flesta stora tyska städerna. Även internationella avgångar finns till Strasbourg, Wien, Zürich och Paris.
Fjärrtåg stannar vid Stuttgart Hauptbahnhof, stadens främsta järnvägsstation där tågbyten kan göras till de regionala RegionalExpress och RegionalBahn för transporter inom Stuttgarts storstadsområde.

### Stuttgart 21-projektet
Efter år av politisk debatt och kontrovers, beslutades i oktober 2007 att den nuvarande järnvägsstationen ovan jord skulle ersättas av en underjordisk station. Projektet har fördyrats och försenats gång på gång och beräknas nu vara klart år 2025.

### Flygtransport
I Stuttgart ligger Stuttgart Airport, en internationell flygplats belägen cirka 13 kilometer söder om staden. Förutom med buss nås flygplatsen lätt av både S-Bahn-linjerna S2 och S3, en resa som tar cirka 30 minuter. Stuttgarts flygplats är också den enda stadsflygplatsen med endast en landningsbana.

### Vägar
Stuttgart ligger längs Autobahn A8, som löper från Karlsruhe till München, och Autobahn A81 som löper från Würzburg till Singen. Autobahn A831 snuddar lätt på Stuttgarts sydkant.
Förutom huvudvägarna Autobahn finns också flera andra motorvägar; de flesta vilka lever upp till Autobahns vägkvalité. Viktiga motorvägsleder som B10, B14, B27 och B29 kopplar samman Stuttgart med dess förorter. Med Stuttgarts geografiska belägenhet med mycket berg finns också flera vägtunnlar.

## Personligheter
- Johann Heinrich Ferdinand von Autenrieth, läkare, professor
- Jonas Deichmann, äventyrare, författare och innehavare av flera världsrekord
- Charlotte Birch-Pfeiffer, skådespelare
- Robert Bosch, industriman och uppfinnare
- Georg Hegel, filosof
- Julius Hoelder, politiker
- Manfred Rommel, borgmästare
- Berthold Schenk von Stauffenberg, motståndskämpe
- August von Weckherlin, agronom
- Richard von Weizsäcker, förbundspresident 1984-1989